# Gli occhi negli occhi
Gli occhi negli occhi è un dipinto del pittore norvegese Edvard Munch, realizzato nel 1894 e conservato presso il Museo Munch di Oslo.

## Descrizione
In quest'opera pittorica, parte della sezione Nascita dell'amore del Fregio della vita, il pittore propose un amore permeato da incertezza. Lo si può vedere innanzitutto nel giovane ragazzo in piedi a sinistra. Possiede un volto piatto, riempito da un bianco cadaverico e dallo sguardo angosciato, con gli occhi infossati e fermi a guardare la compagna immobile a destra.
La ragazza, i cui occhi non sono ben definiti, presenta dei colori sicuramente più vispi, dai lunghi capelli rossi e spettinati alla veste decorata. Sono proprio i suoi capelli che si estendono come tentacoli verso il ragazzo, alludendo a una cattura da parte di un sentimento malato. I tratti dei volti incompleti e la mancanza delle bocche simboleggiano l'oppressione e l'angoscia che nascono dalle parole non gridate.
Non solo i due giovani sono dipinti con aria tetra: lo sfondo è composto da una tavolozza di verdi scuri, spenti e turbolenti, e vuole annullare qualsiasi romanticismo. A completare il senso di amore malato è l'abitazione che si vede in lontananza. In quanto simbolo di solidità, di un qualcosa che pianta le sue radici per stabilizzarsi, rappresenta l'immobilità che può nascere da un sentimento insano, altrimenti rimanderebbe al desiderio di creare una famiglia a cui i due amanti aspiravano prima che l'attrazione fra di loro si spegnesse.
A dividere la tela c'è un albero dal tronco lucido, che separa i protagonisti dalla casa e, soprattutto, li divide simbolicamente l'una dall'altro. Inoltre, avvalendosi di una simbologia cristiana, l'albero rappresenta i due giovani come se fossero i moderni Adamo ed Eva: il ragazzo, accogliendo l'amore di lei, rimarrà vittima di un destino fatale.